# Leif Larsen
Leif Larsen (Odense, 30 de setembre de 1942) va ser un ciclista danès, que va córrer com amateur. Es dedicà al ciclisme en pista on va guanyar una medalla de bronze al Campionat del món en Persecució per equips de 1963. Va competir als Jocs Olímpics de 1960.

## Palmarès
- 1961
  - 1r a la Fyen Rundt